# Zbigniew di Polonia
Zbigniew (1070 – 8 luglio 1113) è stato un sovrano polacco, era il primo figlio di Ladislao Herman di Polonia e Przecława.
In origine, era destinato alla vita clericale, infatti trascorse alcune decine di anni in un monastero a Quedlinburg (ora in Germania, Sassonia).
Nel 1093 fu portato in Polonia da alcuni potenti nobili nemici del Voivodato di Sieciech di Ladislao. Nel 1098 Zbigniew e il fratello minore Boleslao III di Polonia prevalsero sul padre per bandire Sieciech e diedero al voivodato province separate. Tra il 1102 e il 1106 Zbigniew fu Duca di Polonia.
Nel 1107 Zbigniew fu bandito dalla nazione dal fratellastro Boleslao III di Polonia e cercò aiuto da Enrico V di Franconia. Nel 1109 Zbigniew si unì alla campagna dell'imperatore contro la Polonia, che si concluse con la vittoria di Boleslao alla Battaglia di Hundsfeld.
Nel 1112 Zbigniew tornò in Polonia, ma quasi subito morì.

## Ascendenza
|                             |                       |                         | Genitori              |  |  | Nonni |  |  | Bisnonni                |  |  | Trisnonni             |  |
|                             |                       |                         |                       |  |  |       |  |  | Miecislao II di Polonia |  |  | Boleslao I di Polonia |  |
|                             |                       |                         |                       |  |  |       |  |  | Miecislao II di Polonia |  |  | Boleslao I di Polonia |  |
|                             |                       | Enmilda di Lusazia      |                       |  |  |       |  |  | Miecislao II di Polonia |  |  |                       |  |
| Casimiro I di Polonia       |                       |                         |                       |  |  |       |  |  | Miecislao II di Polonia |  |  |                       |  |
|                             |                       | Richeza di Lotaringia   | Azzo di Lotaringia    |  |  |       |  |  |                         |  |  |                       |  |
|                             |                       | Richeza di Lotaringia   | Azzo di Lotaringia    |  |  |       |  |  |                         |  |  |                       |  |
|                             |                       | Richeza di Lotaringia   | Matilde di Germania   |  |  |       |  |  |                         |  |  |                       |  |
| Ladislao Ermanno di Polonia |                       | Richeza di Lotaringia   |                       |  |  |       |  |  |                         |  |  |                       |  |
|                             |                       | Vladimir I di Kiev      | Svjatoslav I di Kiev  |  |  |       |  |  |                         |  |  |                       |  |
|                             |                       | Vladimir I di Kiev      | Svjatoslav I di Kiev  |  |  |       |  |  |                         |  |  |                       |  |
|                             |                       | Vladimir I di Kiev      | Maluša                |  |  |       |  |  |                         |  |  |                       |  |
| Maria Dobroniega di Kiev    |                       | Vladimir I di Kiev      |                       |  |  |       |  |  |                         |  |  |                       |  |
|                             |                       | …                       | …                     |  |  |       |  |  |                         |  |  |                       |  |
|                             |                       | …                       | …                     |  |  |       |  |  |                         |  |  |                       |  |
|                             |                       | …                       | …                     |  |  |       |  |  |                         |  |  |                       |  |
| Zbigniew di Polonia         |                       | …                       |                       |  |  |       |  |  |                         |  |  |                       |  |
|                             | Bretislao I di Boemia | Ulrico di Boemia        |                       |  |  |       |  |  |                         |  |  |                       |  |
|                             | Bretislao I di Boemia | Ulrico di Boemia        |                       |  |  |       |  |  |                         |  |  |                       |  |
|                             | Bretislao I di Boemia | Božena di Boemia        |                       |  |  |       |  |  |                         |  |  |                       |  |
| Vratislao II di Boemia      | Bretislao I di Boemia |                         |                       |  |  |       |  |  |                         |  |  |                       |  |
|                             |                       | Giuditta di Schweinfurt | Enrico di Schweinfurt |  |  |       |  |  |                         |  |  |                       |  |
|                             |                       | Giuditta di Schweinfurt | Enrico di Schweinfurt |  |  |       |  |  |                         |  |  |                       |  |
|                             |                       | Giuditta di Schweinfurt | Gerberga di Gleiberg  |  |  |       |  |  |                         |  |  |                       |  |
| Giuditta di Boemia          |                       | Giuditta di Schweinfurt |                       |  |  |       |  |  |                         |  |  |                       |  |
|                             |                       | Andrea I d'Ungheria     | Vazul                 |  |  |       |  |  |                         |  |  |                       |  |
|                             |                       | Andrea I d'Ungheria     | Vazul                 |  |  |       |  |  |                         |  |  |                       |  |
|                             |                       | Andrea I d'Ungheria     | …                     |  |  |       |  |  |                         |  |  |                       |  |
| Adelaide d'Ungheria         |                       | Andrea I d'Ungheria     |                       |  |  |       |  |  |                         |  |  |                       |  |
|                             |                       | Anastasia di Kiev       | Jaroslav I di Kiev    |  |  |       |  |  |                         |  |  |                       |  |
|                             |                       | Anastasia di Kiev       | Jaroslav I di Kiev    |  |  |       |  |  |                         |  |  |                       |  |
|                             |                       | Anastasia di Kiev       | Ingegerd Olofsdotter  |  |  |       |  |  |                         |  |  |                       |  |
|                             |                       | Anastasia di Kiev       |                       |  |  |       |  |  |                         |  |  |                       |  |